# Achille Castiglioni
Pour les articles homonymes, voir Castiglioni.
Achille Castiglioni (né le 16 février 1918 à Milan et mort le 2 décembre 2002 dans la même ville) est un designer italien du XXe siècle. Achille Castiglioni, comme son frère Pier Giacomo, subit l'influence matérielle de son père, le sculpteur Giannino Castiglioni.

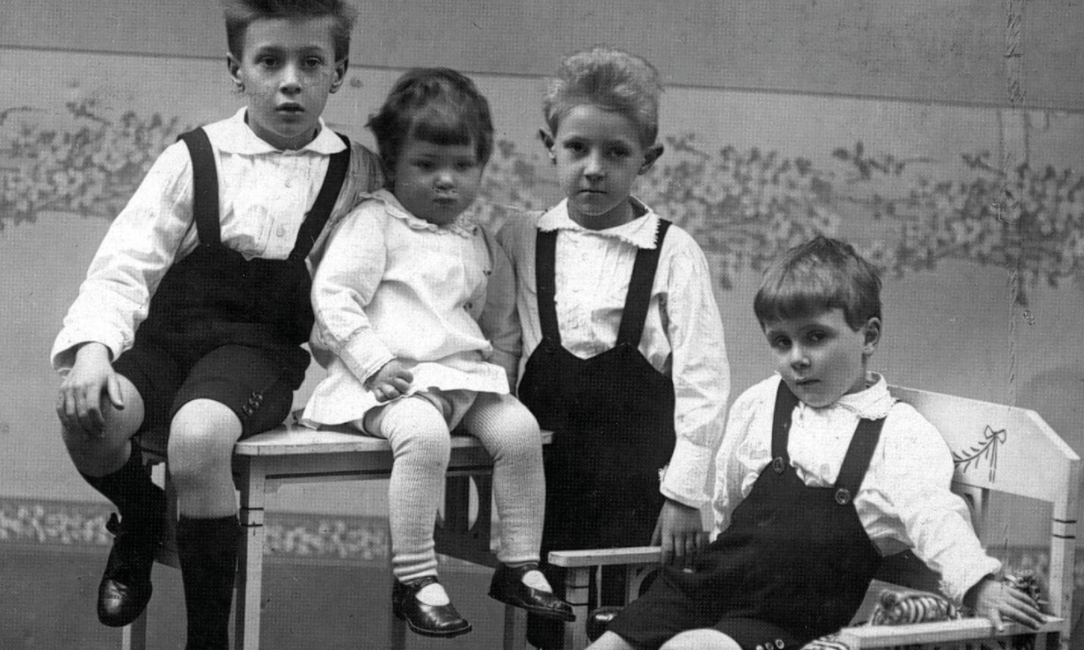
Les frères Castiglioni Lierna Lac de Côme, 1922

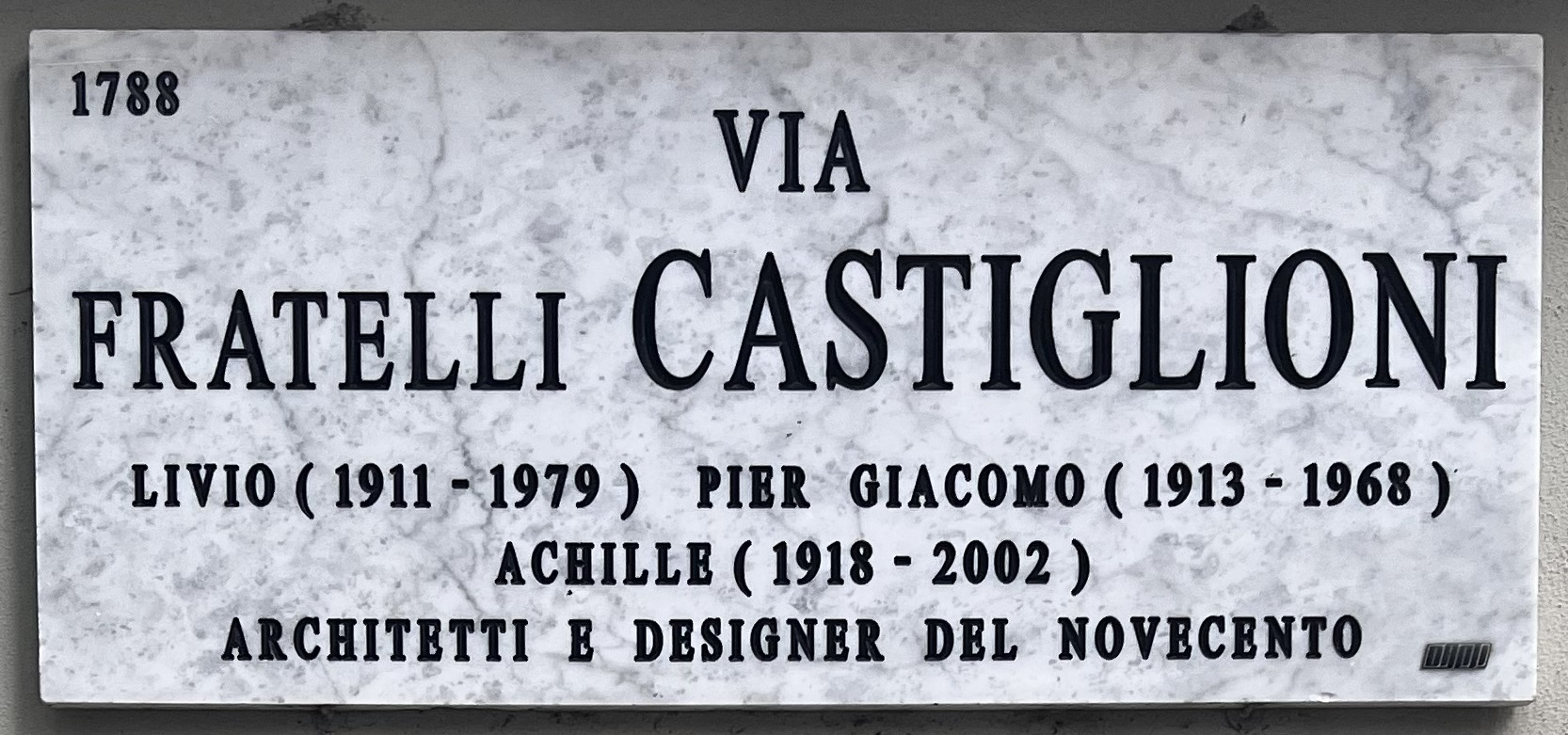
Via Fratelli Castiglioni, Milan

## Biographie

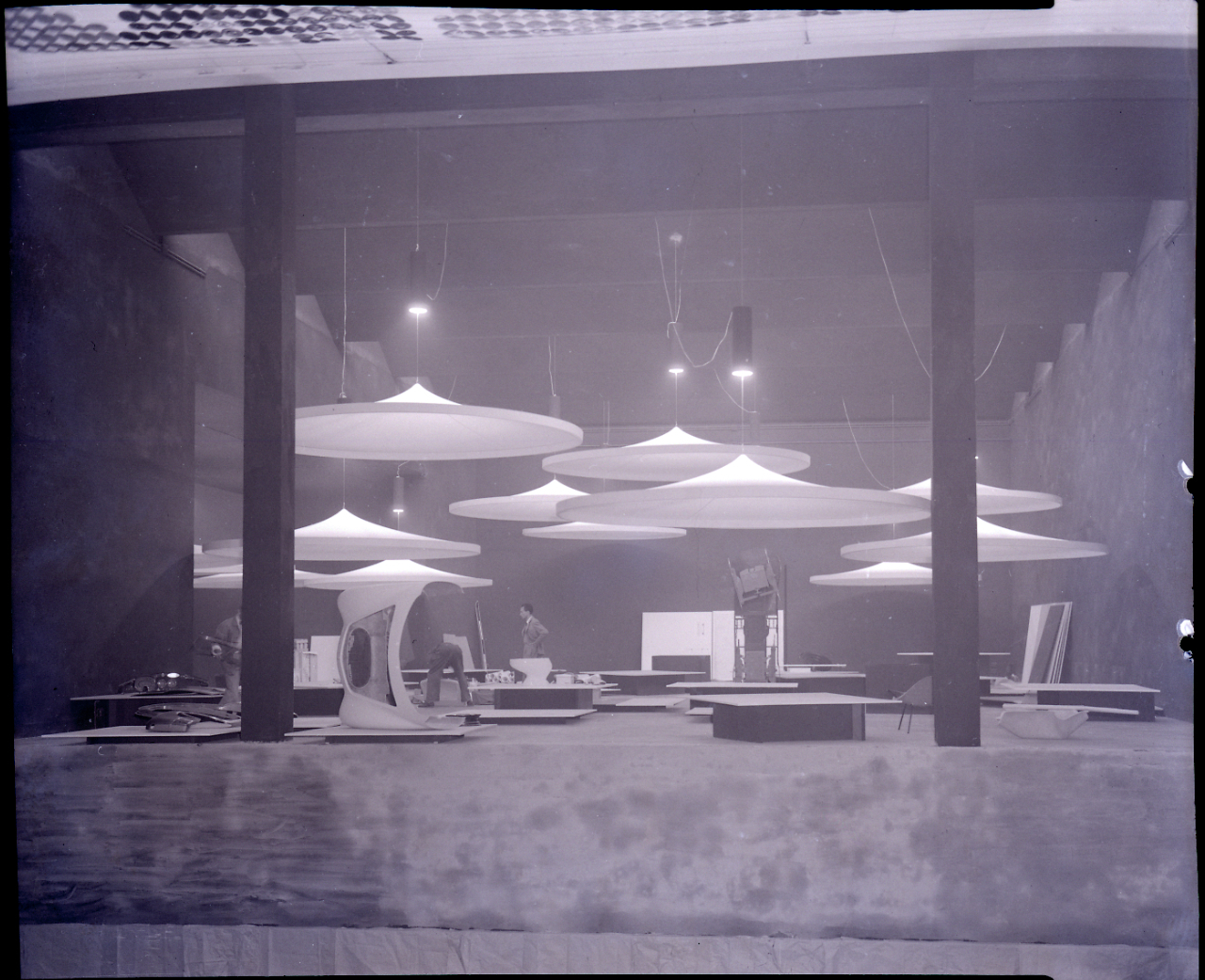
10° Triennale de Milan. Industrial Design pavillon conçu par Achille et Pier Giacomo Castiglioni. Photo par Paolo Monti, 1954.

Achille Castiglioni étudie l'architecture à l'École polytechnique de Milan et obtient son diplôme en 1944. Il rejoint ses deux frères Livio (1911-1979) et Pier Giacomo (1913-1968) dans leur studio de design à Milan. Comme pour certains de leurs jeunes confrères architectes (Ettore Sottsass ou Marco Zanuso), le manque de projets architecturaux conduit les frères Castiglioni à développer des projets de design pour des fabricants italiens souhaitant relancer leur activité après la guerre. Livio  quitte le studio familial en 1952.
Au cours des années 1950 et 1960, les frères Achille et Pier Giacomo Castiglioni créent un grand nombre d'objets pour des industriels comme Flos ou Zanotta. Le décès de Pier Giacomo en 1968 met fin à cette fructueuse collaboration.
Tout en continuant sa carrière de designer Achille Castiglioni se consacre également à l'enseignement du design à l'École polytechnique de Turin puis à l'École polytechnique de Milan.
Castiglioni a été récompensé par neuf Compas d'or. Certaines de ses créations devenues des classiques du design sont exposées dans les musées (MoMA...) et sont toujours fabriquées.

## Style

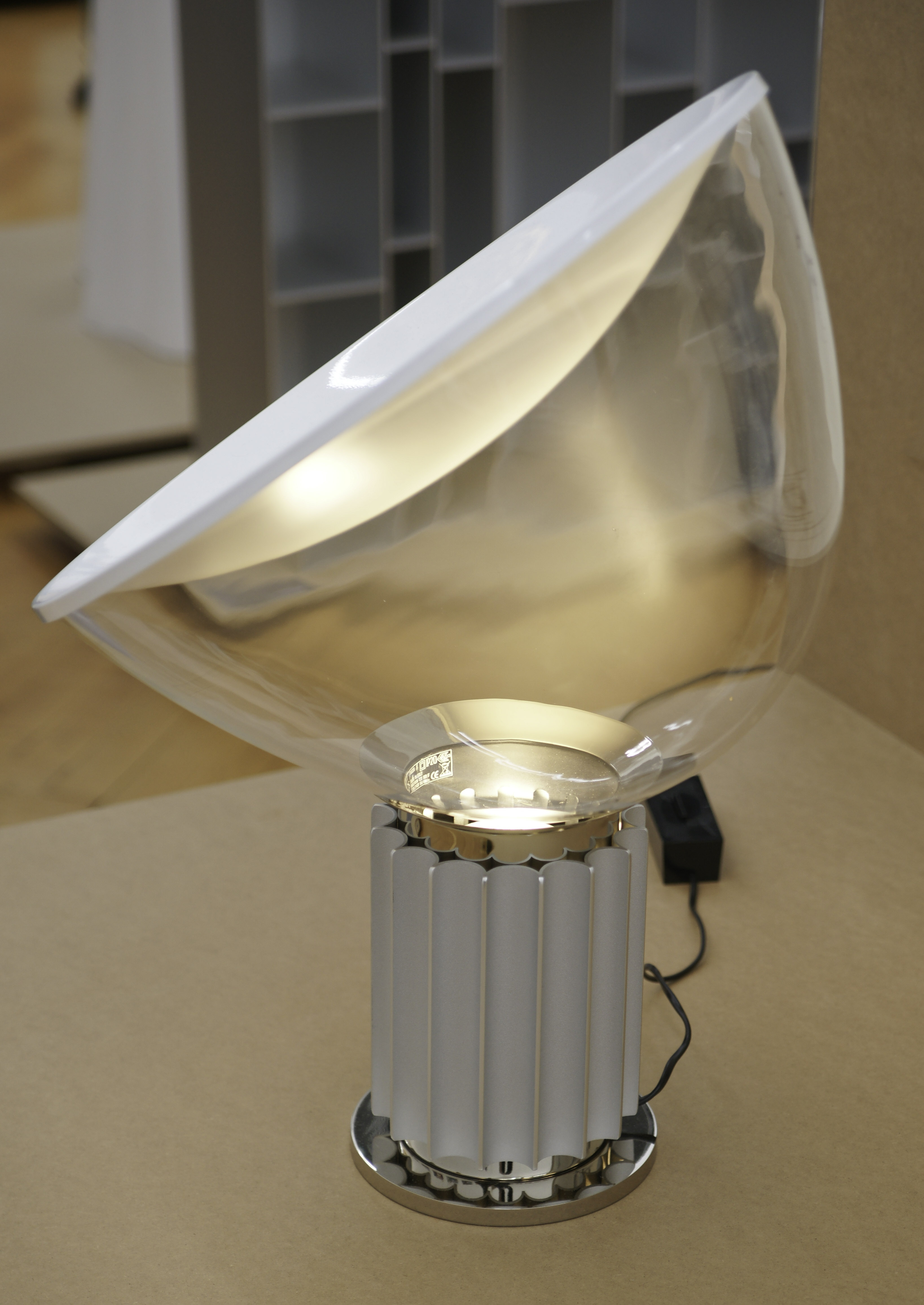
Lampe Taccia (1962) produite par Flos.

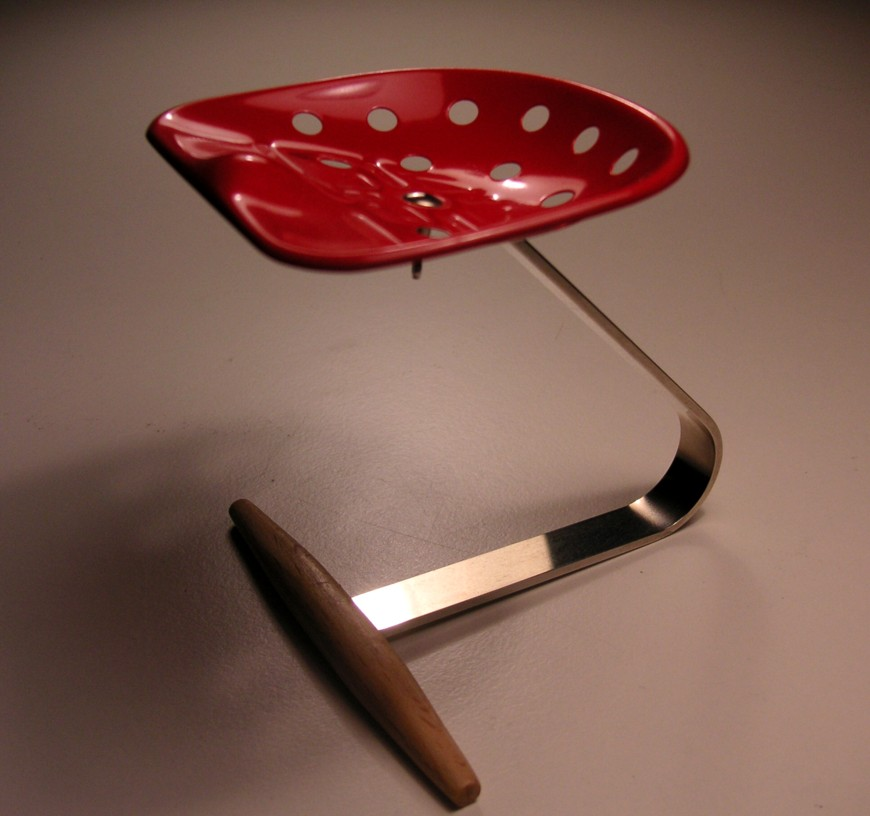
Tabouret Mezzadro (1957)

Ce qui caractérise le travail des frères Castiglioni, c'est bien plus une approche qu'un style. Cela se concrétise d'abord par une analyse logique (et sans idée préconçue) des fonctions que l'objet doit remplir et des moyens pour y parvenir. Le travail du designer est ensuite de trouver le design minimal qui permettra à l'objet de remplir les fonctions requises. L'objectif des frères Castiglioni était d'atteindre le point où il n'est plus possible de faire moins —- « where you could not do less » (déclaration que l'on peut rapprocher du célèbre « Less is More » de Ludwig Mies van der Rohe).
Les frères Castiglioni sont restés à la périphérie des courants importants du design de l'après-guerre comme le design radical et le Groupe de Memphis. Leur travail apparaît comme plus intemporel que ceux de leurs contemporains italiens (Ettore Sottsass ou Joe Colombo) plus engagés dans la recherche de la modernité.
Même si leur démarche est différente de Duchamp, le ready-made paraît avoir beaucoup compté dans l'univers des frères Castiglioni. En 1957, ils dessinent Sella, un tabouret constitué d'une selle de vélo, fixée sur un tube posé sur un socle semi-sphérique. La même année, ils créent le célèbre tabouret Mezzadro, fabriqué à partir d’un siège de tracteur. Certaines de leurs créations peuvent être qualifiées de minimalistes comme la lampe Luminator (1955), un lampadaire fait d'un tube vertical posé sur un trépied. Ils tentent ainsi de ramener l'objet à sa plus simple expression. L'humour reste cependant présent dans beaucoup de leurs créations comme la lampe Snoopy ou l'appareil stéréo RR126.

## Musées
- MOMA Museum of Modern Art de New York (avec 16 œuvres de design)
  - Lampe Luminator
  - Siège Lierna
  - Lampe Toio
  - Lampe Arco
  - Canapé Primate
  - Siège Mezzadro
- Musée Triennale de Milan
- Victoria and Albert Museum
- musée des arts décoratifs de Berlin
- The New Collection, The International Design Museum Munich
- musée national de Prague
- musée d'Israël, Jérusalem
- musée d'art de Denver
- Vitra Design Museum
- musée des arts appliqués (Francfort)
- musée du design de Zurich
- Staatliches Museum für Kunst, Munich[Quoi ?]
- musée des Arts décoratifs de Prague

## Prix et reconnaissances
- Grand prix des arts de la table, ministère de l'industrie de France, Paris, 1995
- Premier designer au monde avec un objet de design industriel reconnu comme œuvre d'art par la protection du droit d'auteur pour la lampe Arco
- Prix Compasso d'Oro (pour le lampadaire Luminator, inspiré par le premier Luminator Bernocchi, 1955; Siège T 12 Palini, 1960; machine à café Pitagora, 1962; distributeur de bière Spinamatic, 1964; casque de traduction simultanée, 1967; lampe Parentesi et lit d'hôpital Omsa, 1979; couverts Dry, 1984)
- 1989 Compasso d'Oro pour sa carrière
- Prix Royal Designers for Industry de la Royal Society of Arts, Londres
- École polytechnique de Milan, docteur honoris causa des universités pour le design industriel
- Rue à son nom dans le centre de la ville de Milan, Italie, 2015
- Ambrogino d'Oro (Ambroise d'or), médaille de la municipalité de Milan, 1986
- Five Stars prix de l'ADI (association pour le design italien), Milan, 1986
- Prix Design Plus de Francfort, 1996

## Œuvres

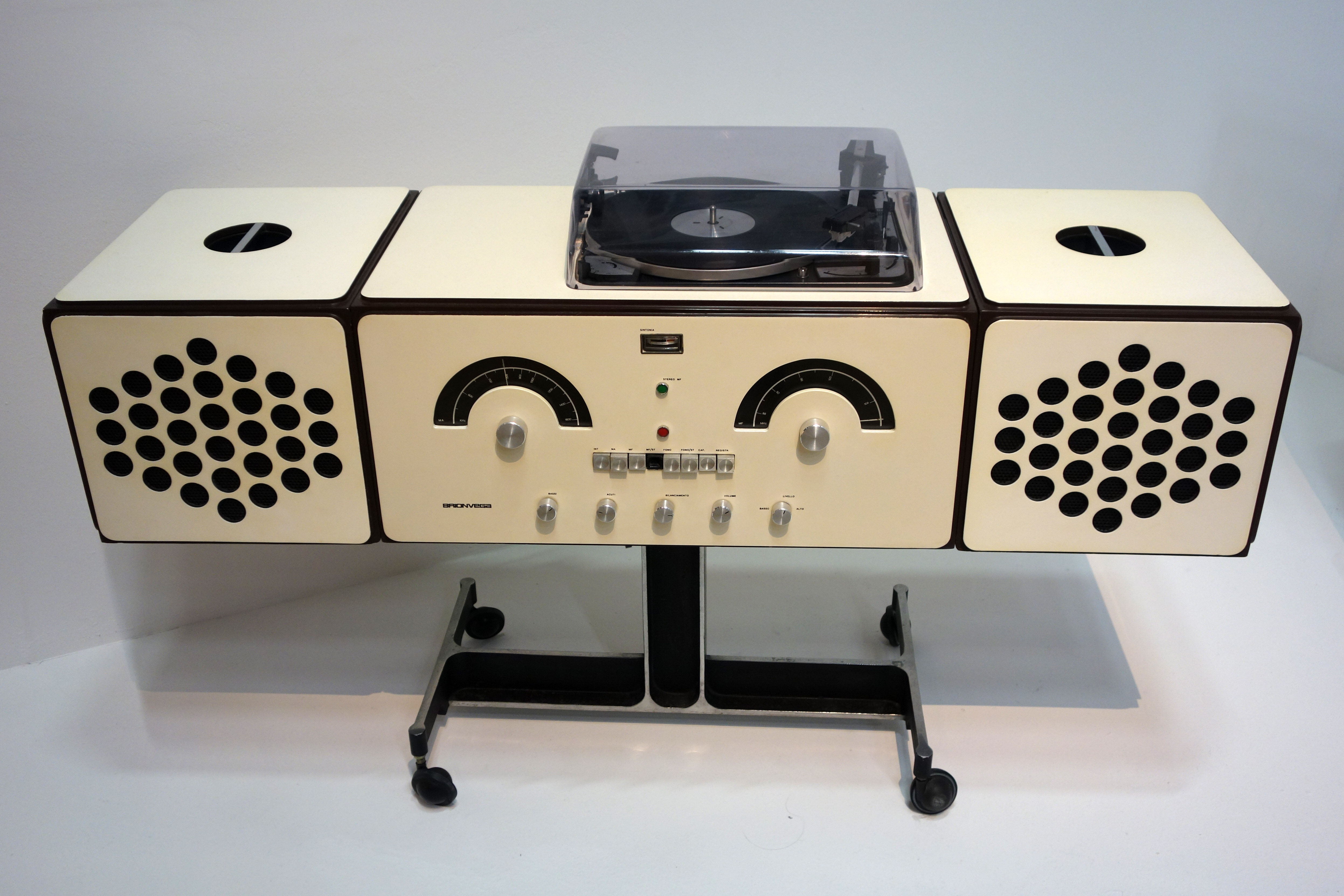
Appareil stéréo combiné RR126

- Chaise Lierna, (1960), Cassina, Meritalia
- Lampadaire Luminator (1955), Flos
- Tabouret Sella (1957), Zanotta
- Tabouret Mezzadro (1957), Zanotta
- Lampe Toio (1962), Flos
- Lampe Arco (1962), Flos
- Appareil stéréo combiné RR126 (1965), Brionvega
- Interrupteur Rompitratta (1968), VLM[6]
- Cendrier Spirale (1971), Alessi
- Parentesi (1979), récompensé par le Compasso d'Oro
- Lampe Gibigiana (1980), Flos

## Expositions
- Centre national d'art et de culture Georges-Pompidou
- Musée des arts appliqués (Vienne)
- Académie des arts de Berlin
- Triennale de Milan
- Musée du design de Zurich
- Musée municipal de La Haye
- Círculo de Bellas Artes (Madrid)

Xe Triennale de Milan : Exposition Achille et Pier Giacomo Castiglioni (1954)
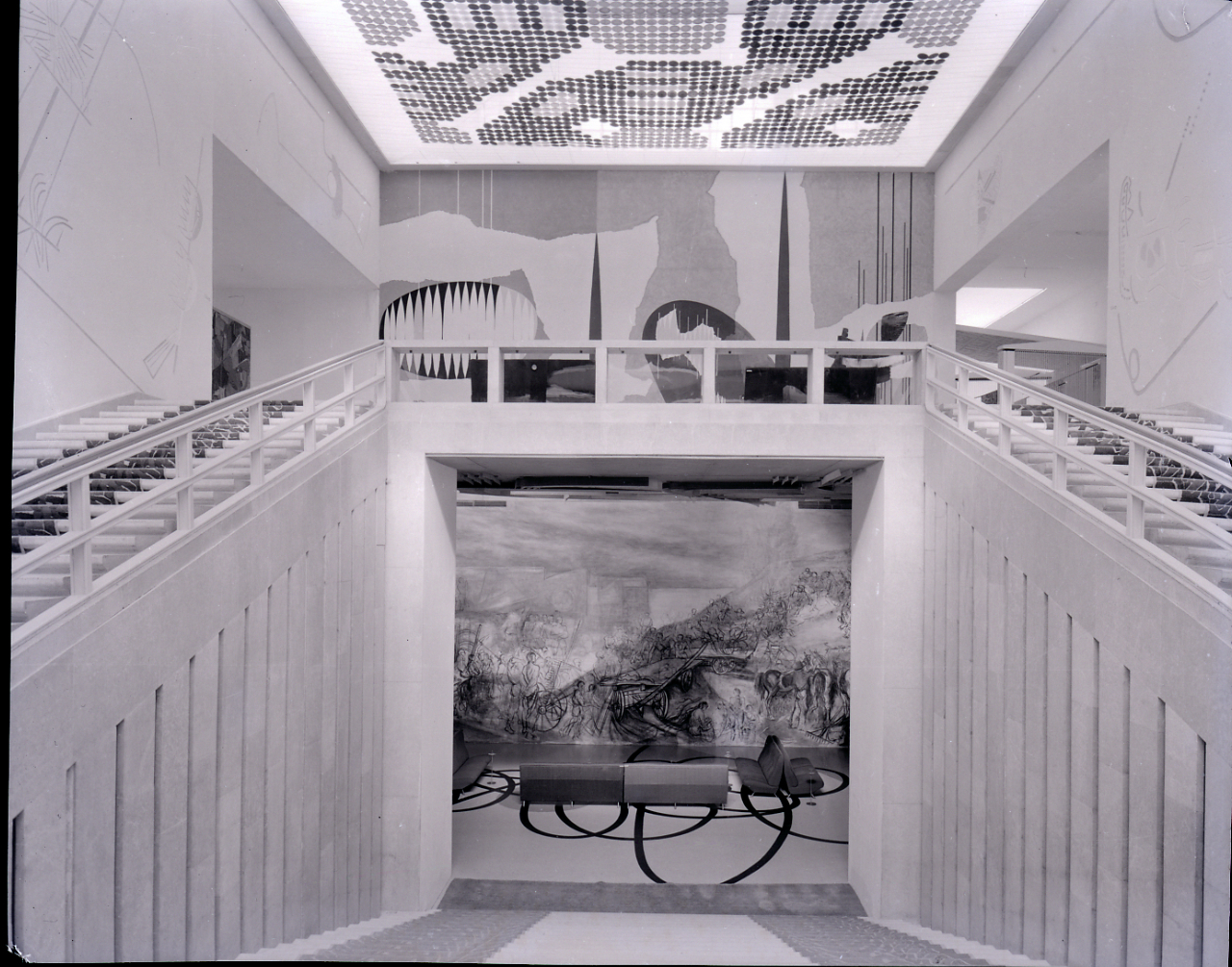
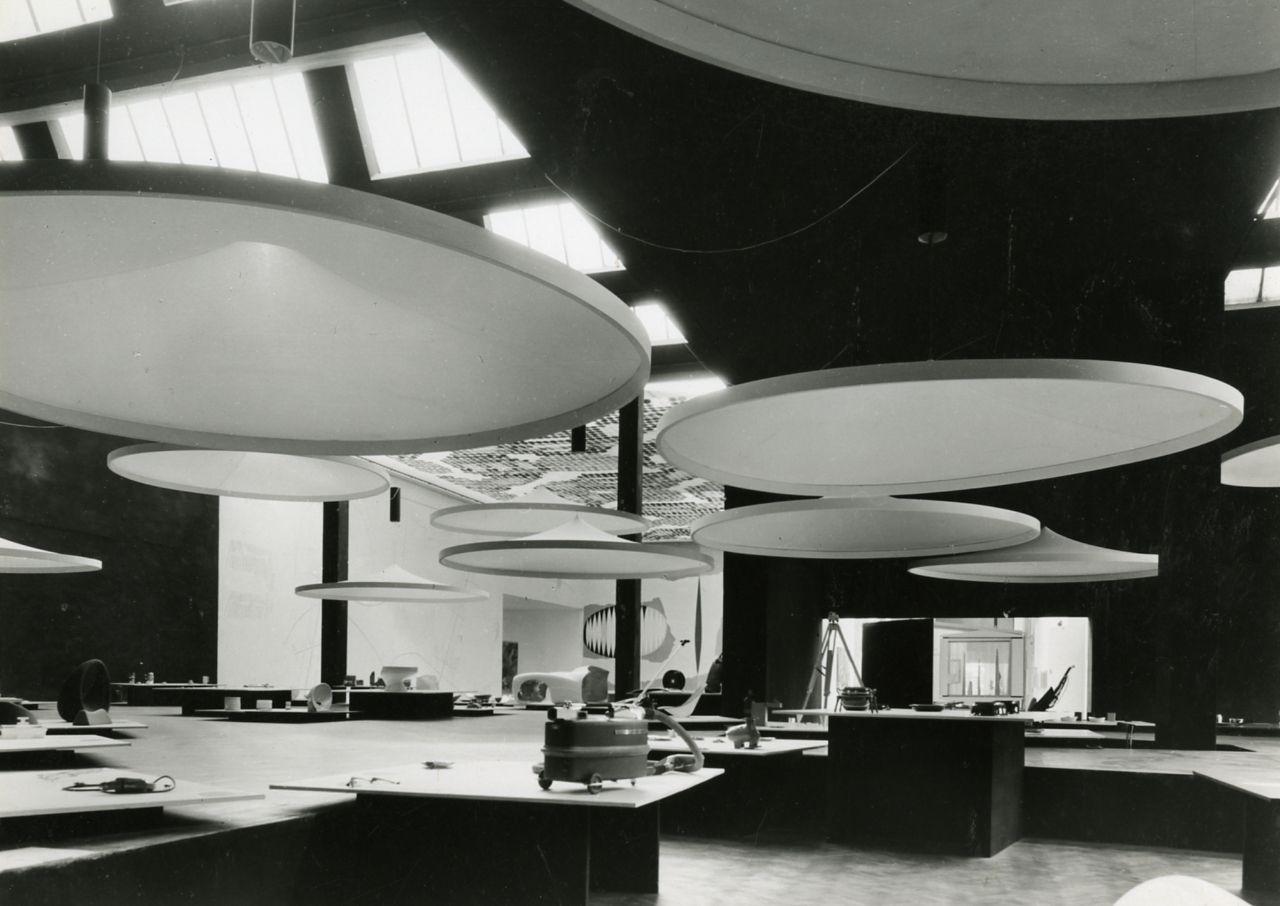
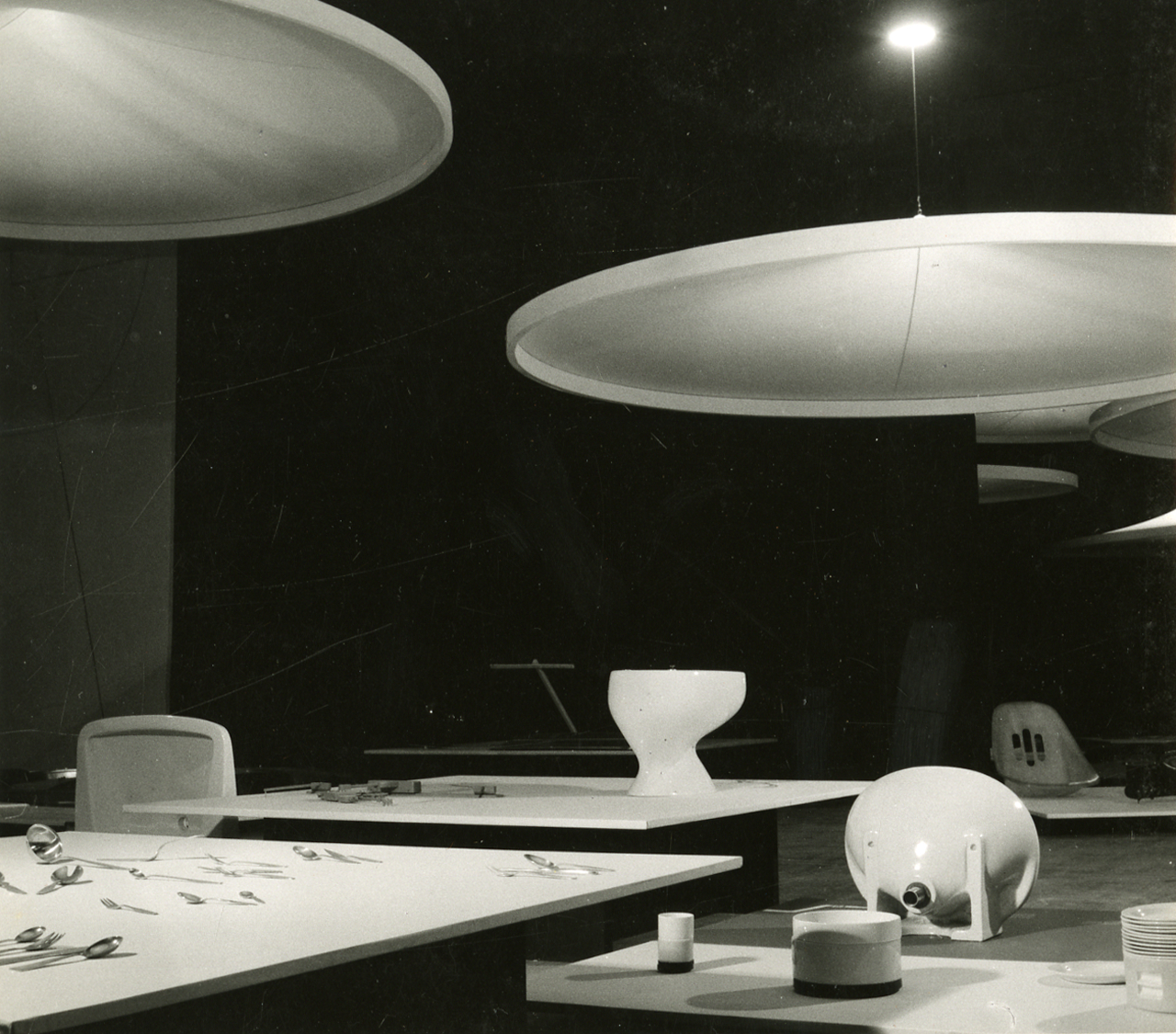
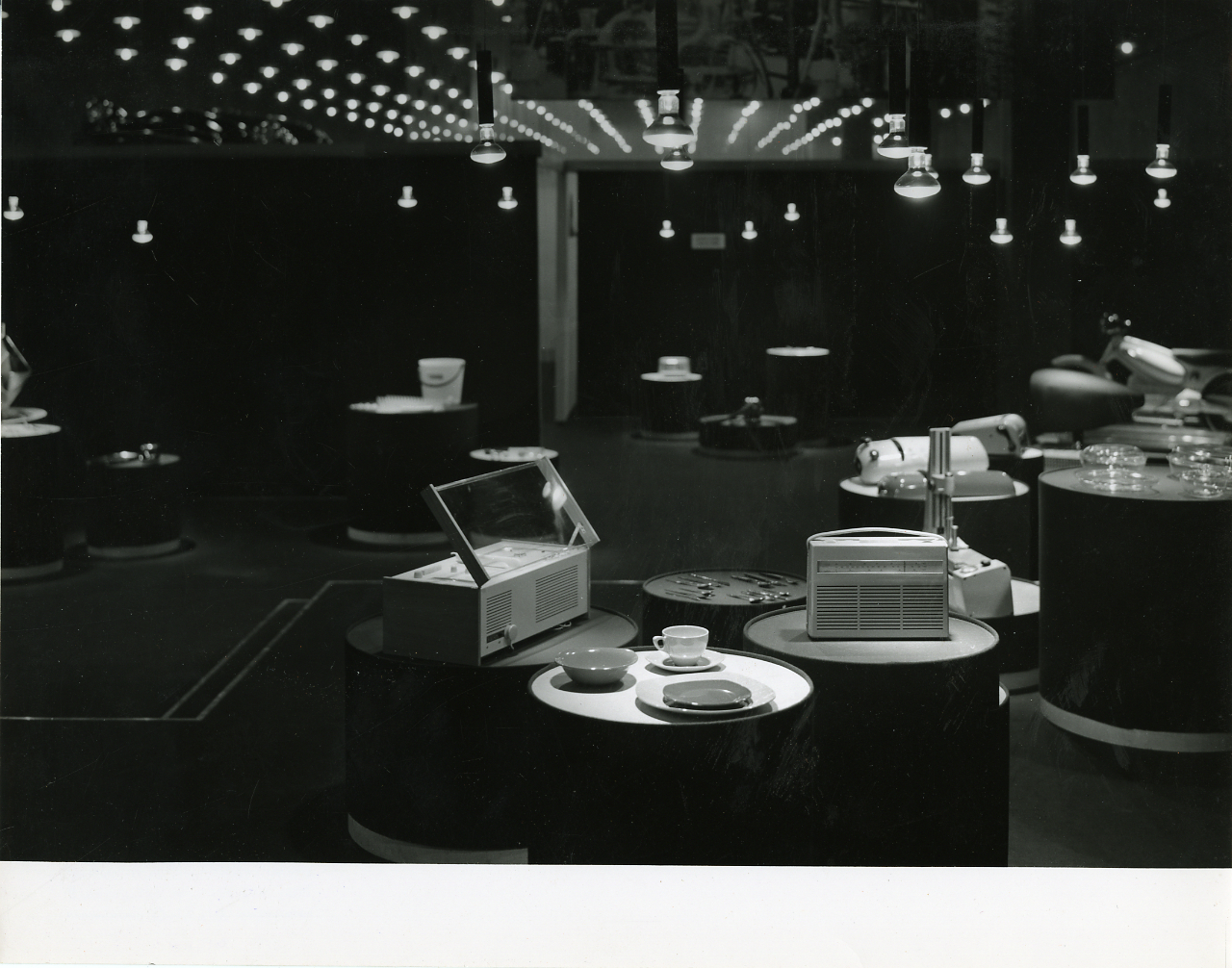
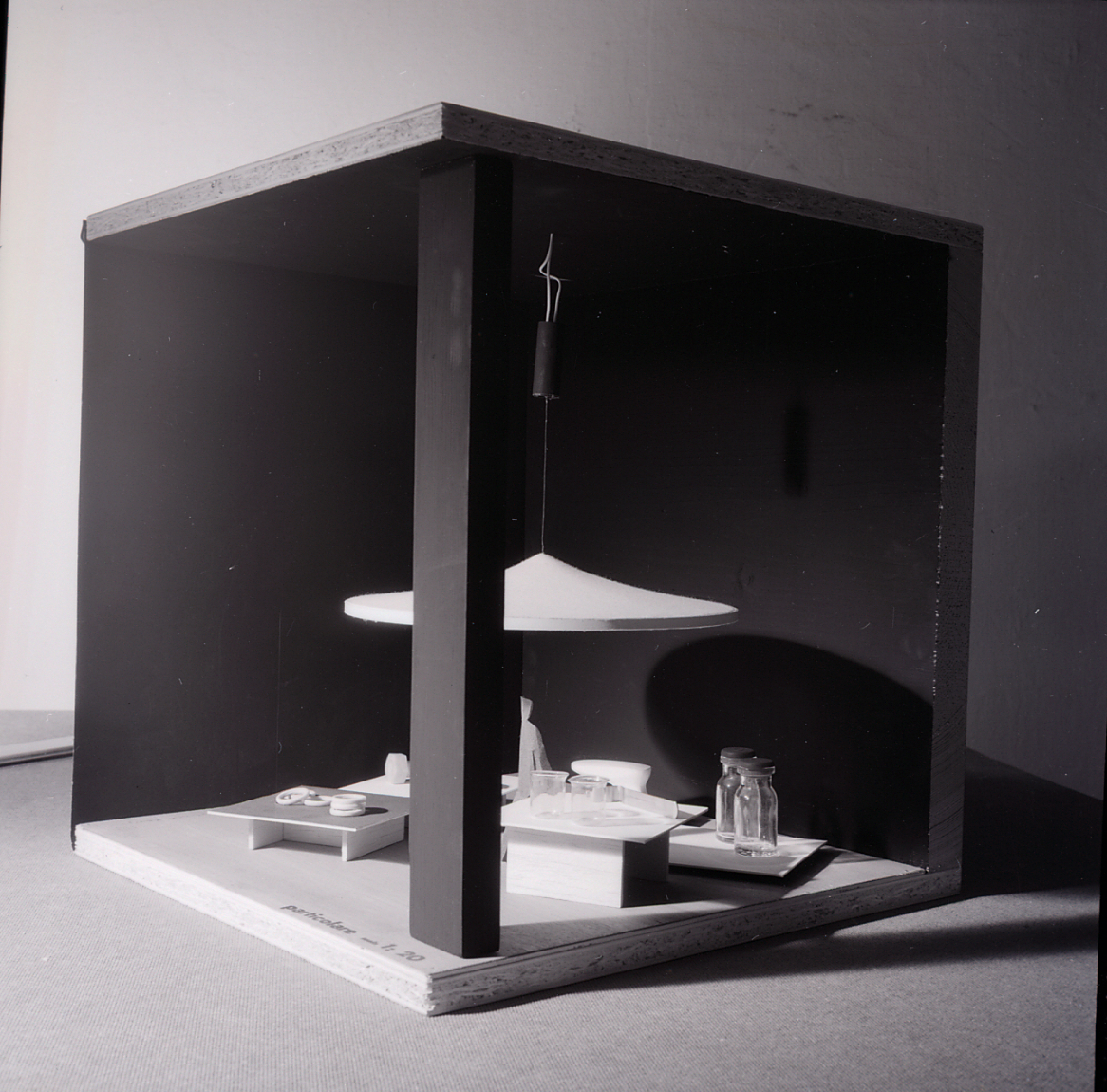
Maquette

## Liens
- Lierna (chaise)
- Kartell